# ويليام دين (لاعب كريكت)
ويليام دين (1885 - ) (بالإنجليزية: William Dean)‏ هو لاعب كريكت بريطاني. لعب مع نادي مقاطعة هامبشاير للكريكت ‏.